# The People Who Grinned Themselves to Death
The People Who Grinned Themselves to Death è il secondo ed ultimo album in studio della band inglese Housemartins, pubblicato nel settembre del 1987 dalla Go! Discs.

## L'album
Prodotto da John Williams e registrato presso gli Strongroom Studios di Londra, il disco venne promozionato attraverso l'uscita di tre singoli: Five Get Over Excited (che raggiunge la posizione numero 11 della Official Singles Chart, Me & The Farmer e Build (entrambi alla posizione numero 15 della classifica inglese).
L'album segna una piccola svolta soul della band (vedi anche il rhythm and blues della title track) che però rimane sempre legata alle tematiche sociali nei testi (come la lotta di classe di Me & The Farmer e di We're Not Going Back) ed  entra rapidamente nella top 10 della classifica.
Il titolo farebbe invece riferimento alla famiglia reale britannica che, secondo il parere della band, avrebbe guadagnato popolarità attraverso inutili polemiche sui giornali tabloid inglesi.

## Tracce
1. The People Who Grinned Themselves to Death – 3:33
2. I Can't Put My Finger on It – 2:28
3. The Light is Always Green – 3:59
4. The World's on Fire – 3:20
5. Pirate Aggro – 1:52
6. We're Not Going Back – 2:53
7. Me and the Farmer – 2:54
8. Five Get Over Excited – 2:44
9. Johannesburg – 3:55
10. Bow Down – 3:04
11. You Better Be Doubtful – 2:32
12. Build – 4:45

Tutte le canzoni sono state scritte da Heaton e Cullimore.

## Formazione
- P.D. Heaton - voce, armonica a bocca
- Stan Cullimore - chitarra, voce
- Norman Cook - basso, voce
- Dave Hemingway - batteria, voce

## Musicisti
- Guy Barker tromba
- Sandy Blair tuba
- Pete Wingfield pianoforte e tastiere
- St. Winifred's School Choir cori in Bow Down